# Aleknagik
Aleknagik ist eine Stadt in der Dillingham Census Area in Alaska. Nach der Volkszählung 2020 leben dort 211 Personen.

## Geographie
Aleknagik liegt beim Ausfluss des Wood River am südöstlichen Ende des Lake Aleknagik, etwa 25 km nordwestlich von Dillingham. Aleknagik wurde nach dem Lake Aleknagik benannt. Aleknagik bedeutet „der falsche Weg nach Hause“ in Yupik. Die Yupik auf dem Heimweg entlang des Nushagak River verirrten sich manchmal im Nebel und wurden durch die Flut den Wood River aufwärts in den Aleknagik Lake gespült.

## Geschichte
Ende des 19. Jahrhunderts lebten etwa 200 Leute in Aleknagik und den anderen Dörfern entlang des Wood River. Bei der Grippeepidemie 1918–1919 starben die meisten Einwohner der Dörfer. Die wenigen Überlebenden wurden aus dem Gebiet evakuiert. In den 1920er Jahren kehrten nach und nach die früheren Einwohner nach Aleknagik zurück und das Dorf wuchs bis 1931 auf etwa 40 Einwohner an. 1933 wurde eine Schule an der Südküste des Sees gebaut. Angezogen durch die Schule, andere Einrichtungen, genügend Fisch, Wild und Holz zogen einige Familien aus Goodnews, Togiak und Kulukak nach Aleknagik. 1937 wurde ein Postamt errichtet. 1939 lebten bereits 78 Einwohner in Aleknagik. Es gab über 30 Gebäude, eine Kirche und ein kleines Sägewerk. 1959 errichtete der Staat eine 41 km lange Straße nach Dillingham. Bis in die 1980er Jahre war die Straße nur im Sommer passierbar. Aleknagik erhielt 1973 Stadtrecht.

## Verkehr
Der staatliche New Aleknagik Airport (IATA:WKK) an der Nordküste des Sees ist nicht über eine Straße erreichbar. Moody’s Aleknagik Seaplane Base, ebenfalls an der Nordküste, bedient Wasserflugzeuge. Es gibt noch zwei weitere Flugplätze: Der öffentliche Tripod Airport  und der Adventist Mission School Airport. Autos, kleine Boote, Quads und Schneemobile sind die gebräuchlichen lokalen Transportmittel.